# ベレッタM1934
ベレッタM1934（Beretta 1934）は、イタリアで軍用に開発された自動式拳銃である。

## M1934の系譜
第一次世界大戦以前、イタリア軍は制式拳銃として生産性の良くないグリセンティM1910を採用していた。しかし、急激に増大する兵器の需要に当時のイタリアの産業界は対処しきれず、生産された各種の銃器類はすべて前線に投入されることとなった。それでも武器の供給が追いつかず、拳銃に関しても例外ではなかった。
拳銃の配備の少なさに頭を悩ませたイタリア軍は、老舗の銃メーカーベレッタ社に大量生産向けの拳銃の設計を依頼する。そこで、ベレッタ社の技師トゥーリオ・マレンゴーニ(Tullio Marengoni)は、グリセンティ用9mm弾を発射できる、ストレートブローバック方式を用いた自動式拳銃を設計し、イタリア陸軍に提示した。拳銃の不足に悩んだイタリア陸軍は、この安く大量に生産できる拳銃をすぐに採用してベレッタM1915と命名し、量産発注した。のちにベレッタM1915は第一次大戦中、イタリアで最も生産された拳銃となった。
ベレッタM1915の大量生産で、ベレッタ社は一躍イタリア最大の銃メーカーとなった。その後、ベレッタ社はM1915の技術を踏まえて中型・小型のブローバック式自動式拳銃を市場に送り出して成功する。主力の軍用拳銃としては、1930年代初頭にM1915の直系と言える発展型のベレッタM1931とベレッタM1932を開発した。両銃とも小型.32ACP弾（7.65x17mm弾）を使用し、小型軽量で使いやすかった。
ベレッタ社はこれを改良してさらに部品数を減少し、強度を上げたベレッタM1934を開発した。外見はグリップカバーから木製パーツを廃し、金属製に変更していることで区別できる。また、弾丸はこの方式で使える拳銃弾の中では強力な.380ACP弾を採用し、一定の威力を確保した。小型でシンプルな作りによって故障の少ないこの拳銃は1934年、イタリア軍にベレッタM1934という名で制式採用され、第二次世界大戦全般に渡ってイタリア陸軍に使用されることとなった。
また、派生型として外見はほとんど同型で.32ACP弾を使用するM1935も開発され、こちらも商業的成功を収めた。
近代的な軍用拳銃の必要条件を満たし、自衛用としては充分な性能を備えた拳銃となっている（第二次大戦の北アフリカでイギリス軍がイタリア兵から鹵獲したベレッタM1934を自分の装備に使用していたという話もある）。
ベレッタ社は1945年のイタリア敗戦まで拳銃や機関銃を作り続けた。大戦末期になると会社はイタリアに進駐していたドイツ軍に接収され、ドイツ軍およびそれに協力する組織用に生産を行うことになったが、この時期になるとM1934は製作精度・仕上げが次第に雑になり、粗悪な品質になった。
大戦後、ベレッタ社は残った部品をかき集めることから、ベレッタM1934・M1935の再生産を始めた。再編されたイタリア軍や警察でもベレッタM1934は制式採用され、外装デザインの一部変更（グリップデザインなど）を加えられながら生産された。アメリカ販売版は「M934・M935」の名称で販売されたが、後継モデルのM70系が1950年代以降に登場したことで生産終了した。

## 特徴
長所
- 小型軽量で基本的に扱いやすい銃である。
- ストレートブローバック方式で、部品も少なく、故障しにくい。
- スライド上の大きな排莢口により、薬莢の排出不良の発生率が低い。

短所
- 手動セーフティーはもともとレバーの位置が悪いうえ、切り替えの時には180度近くも回転させる必要があったので、右手だけで使おうとすると操作性が良くない。これは、シングルアクションの拳銃としてはあまり有利とは言えない構造である。克服のため、ワルサーPPに類似したスライド上に小さい角度で操作できるセーフティーを装備した試作品も作られたが、一般向け量産はされなかった。
- 使用弾の.380ACP弾は護身用には必要充分ながら、野戦用としては威力が弱いという一面がある。ただし、絶対的威力については.380ACP弾を使う銃における共通の短所であり、本銃特有の問題ではない。イタリア軍は本銃採用前には威力の低いグリセンティ9mm弾を軍用制式拳銃弾として用いていたことがあり、これは軍の兵装方針の問題である。ちなみにイタリア軍が9x19mmパラベラム弾を使用した拳銃（ベレッタM1951）を正式採用したのは、第二次世界大戦後である。